# Municipio de Clayton (condado de Cleburne)
El municipio de Clayton (en inglés: Clayton Township) es un municipio ubicado en el condado de Cleburne en el estado estadounidense de Arkansas. En el año 2010 tenía una población de 926 habitantes y una densidad poblacional de 14,54 personas por km².

## Geografía
El municipio de Clayton se encuentra ubicado en las coordenadas 35°25′46″N 92°9′37″O / 35.42944, -92.16028. Según la Oficina del Censo de los Estados Unidos, el municipio tiene una superficie total de 63.68 km², de la cual 63.59 km² corresponden a tierra firme y (0.15%) 0.09 km² es agua.

## Demografía
Según el censo de 2010, había 926 personas residiendo en el municipio de Clayton. La densidad de población era de 14,54 hab./km². De los 926 habitantes, el municipio de Clayton estaba compuesto por el 96.87% blancos, el 0.43% eran afroamericanos, el 0.65% eran amerindios, el 0.11% eran asiáticos, el 0.11% eran isleños del Pacífico, el 0.11% eran de otras razas y el 1.73% pertenecían a dos o más razas. Del total de la población el 0.86% eran hispanos o latinos de cualquier raza.